# 洛磯山脈
洛磯山脈（英語：Rocky Mountains）是北美洲西部科迪勒拉山系最东端的主要山脈，和其平行的有太平洋海岸山脈、喀斯喀特山脈及內華達山脈。
美国和加拿大对落基山脉的具体地理定义有所不同。加拿大定义仅从西部不列颠哥伦比亚省北部的利亚德河南岸开始向西南延伸（在加拿大境内的部分专称加拿大落基山脉），跨过美加边境穿越大平原西沿直到美國西南部的新墨西哥州，綿延超過4,800（3,000英里）。美国定义则更向西北扩展，从阿拉斯加的布鲁克斯岭开始，穿过加拿大的育空和西北地区后与加拿大定义的落基山脉相连，此外还包括了西侧相邻的一些山脉。
洛磯山脈的最高峰是埃尔伯特峰，位於科羅拉多州境內，高度有4,401米。罗布森山則是加拿大境內的最高峰，高度為3,954米。整個洛磯山脈系統是美國地文區的一大部份。
當時有許多板塊在北美洲板塊下移動。隱沒帶的角度很淺，因此造成北美西部廣闊的山脈帶。進一步的板塊構造活動及冰河的侵蝕，使洛磯山脈出現顯著的山峰及峽谷，在第四紀冰河時期結束時，人類開始在洛磯山脈居住。在歐洲人（例如亚历山大麦肯齐）及美洲人（如劉易斯與克拉克）發現此地區後，開始在此地採礦及打獵製作毛皮，不過洛磯山脈的人口還是不多。
現在的洛磯山脈中有很多地方是國家公園保護區及森林地，也是受歡迎的旅遊景點，可以進行像露營、遠足、爬山、賞楓、釣魚、打獵、山地自行车、滑雪及單板滑雪等休閒活動。

## 地理
落基山脉的寬度在110至480公里不等，具体地理定义在加拿大和美国之间有所不同。加拿大的官方定义更为狭义，专指有“千峰峡谷”之称的落基山脉地沟以东、从不列颠哥伦比亚北部的利亚德河谷向西南延伸到美国新墨西哥州格兰德河中游的阿尔伯克基盆地东北，南北两端的延伸算是美洲山地的一部分，不属于洛磯山脉。不過美国地质学会對洛磯山脈的定義更加广阔，向北还包括阿拉斯加的布鲁克斯岭、加拿大育空和西北地区的麦肯基/塞尔温山脉和理查森山脉，统称“北极落基山脉”（Arctic Rockies）；以及在愛達華州和蒙大拿州交界处的萨利希山脉和卡比尼特山脉。而加拿大还將不列颠哥伦比亚东南位于落基山脉地沟以西的哥伦比亚山脉視為獨立的山脈系統，更北面的奥米尼卡山脈则算作不列顛哥倫比亞的中部山脈系統。
洛矶山积雪融化补充河流和湖泊的水源，占美国全部淡水水源的1/4，从洛矶山脉发源的河流流入三个大洋：太平洋、大西洋和北冰洋。這些河流包括：
- 阿肯色河
- 阿萨巴斯卡河
- 科羅拉多河
- 哥倫比亞河
- 弗雷泽河
- 库特内河
- 密蘇里河
- 皮斯河
- 普拉特河
- 格兰德河
- 萨斯喀彻温河
- 斯内克河
- 黃石河

## 地質
洛基山脉的岩石形成时代早于洛基山脉的隆升时间。最早的前寒武纪变质岩构成北美大陆的陆核。也有发现定年结果早于17亿年前的前寒武纪泥质板岩。古生代时期，北美大陆的西部属于浅海相沉积环境，沉积有数公里厚的灰岩和白云岩。
古老的岩石通过约3亿年前的宾夕法尼亚纪造山运动形成洛基山脉南部，位于现今科罗拉多附近。此次造山运动形成了整个洛基山脉最原始的山脉部分，主要由前寒武纪变质岩挤压浅海相层状灰岩隆升形成。山脉经过晚古生代和早中生代的风化剥蚀，会形成大量沉积型矿床。
大约3.5亿年前的密西西比纪，北美大陆西缘的地块开始与北美大陆西缘发生碰撞，即安特勒造山运动。板块碰撞作用在之后的2.7亿年内都主要集中于北美大陆板块边缘，而远离现今洛基山脉区域的西缘。直至8千万年前，板块碰撞效应才开始作用于现今洛基山脉区域。
现今的洛基山脉隆升作用开始于8000万年前至5500万年前之间的拉拉米造山运动。加拿大洛基山脉隆升原理就好比在实木地板上挤压地毯：地毯发生弯曲形成山脉一样的褶皱。对于加拿大洛基山脉，地体的俯冲作用就好比挤压地毯的作用力，古老的岩石类似地毯，而大陆板块中心的加拿大地盾则起到了实木地板的作用。
再往南位于美国境内的洛基山脉增生可能是由法拉隆板块低角度向北美大陆板块俯冲形成的。低角度俯冲改变了俯冲熔融中心位置从而使美国境内洛基山脉比加拿大境内洛基山脉向东延伸300km-500km。低角度俯冲大大增加了俯冲板块与上覆巨厚大陆地块的摩擦力和其他相互作用力，陆壳堆积形成大量推覆构造，从而形成了相当宽广高耸的洛基山脉。
现今的洛基山脉南部是由宾夕法尼亚纪沉积岩和二叠纪时期原始洛基山脉的沉积残余挤压造山形成。通常这些沉积残余沿着山体边缘具有较为陡立的倾斜产状，并在整个洛基山脉经常可见，尤其显著出露于早白垩纪时期由砂岩地层构成的现今洛基山脉东侧的达科他拱背区域。
拉拉米造山运动后很快洛基山脉就像西藏地块一样，隆升为高于海平面约6000m的高地。经过6千万年的地表侵蚀运动，较高的山峰被夷平，下覆原始洛基山脉部分出露地表，形成了现今为我们所见的洛基山脉。
第四纪冰川时期开始于180万年前至7万年前的更新世至1.1万年前的全新世，并在洛基山区域留下了大量的U型谷和冰斗等冰川地貌痕迹。最近的冰期包括开始于15万年前的Bull Lake Glaciation和贯穿整个冰川时期并结束于1.5-2万年前的末次冰期。
以上所有的地质过程导致了现今我们可见的复杂的地表岩石构造。例如，6600万年前至260万年前，古近纪至新近纪的火山岩出露于圣胡安山脉及其他地区；数千年严重的地表侵蚀作用使怀俄明盆地从山间盆地变成了相对平坦的地块；提顿地区及其他中央北部地区发现有古生代和中生代的褶皱与断层状岩石披覆于12亿年前至33亿年前的元古代-太古代火成岩和变质岩之上。

## 人文历史
从最后一个冰河时期开始，人类就已经到洛矶山脉地区，主要是美洲印第安人的各部落，包括肖肖尼、苏、犹他、阿帕契、黑脚、平头等，他们在洛矶山麓和河谷猎捕猛犸象和原始美洲野牛（比后来的美洲野牛要大20%），他们可能和后来的印第安人一样，在秋季和冬季移居到平原地带，在春季和夏季进入山区捕鱼、猎鹿和采集浆果、块根等。。最新科学研究认为当地印第安人的生活方式对维持哺乳动物种群数量是非常有效的。
1540年西班牙殖民者开始进入洛矶山区，随之而来的士兵、传教士、黑人奴隶带来了马、金属工具、枪支、新型的疾病和不同的文化，战争、疾病、家园丧失使得原住民的人口迅速萎缩。
路易斯和克拉克在1804年-1806年的探险是第一次对洛矶山脉的科学考察，但实际在他们探险期间起码碰到了11位来自欧洲的白人，最早是法国人和西班牙人，从1720年-1800年，他们到洛矶山寻找矿藏和毛皮。1802年以后，美国毛皮商大批涌入洛矶山，1832年，来自东部的车队第一次从怀俄明山口穿越洛矶山。
1847年摩门教徒在大盐湖落脚；1859年科罗拉多州发现金矿；1869年横穿美国的铁路建成；1872年黄石国家公园成立；采矿业和森林工业迅速发展。1891年-1892年设立了多处森林保护区，1905年保护区扩大到现在洛矶山国家公园的区域内。旅游业也开始发展，宿营地被成农场，车站发展成城镇，一些城镇发展成大城市。

## 产业发展
洛矶山脉有丰富的自然资源，矿产包括铜、金、铅、银、钨、锌、钼、煤、天然气、石油和油母頁岩，科罗拉多州的钼矿是世界上产量最大的钼矿，加拿大最大的煤矿也在洛矶山区。
矿山排放的尾矿和有毒废物污染了整个洛矶山区，例如开采了80多年的锌矿污染北科罗拉多州的伊沟河，使得水藻和鳟鱼迅速减少，使水質降低，也影響當地的旅遊業，如果要恢復原有生态环境，大约需要耗费230万美元。1983年科罗拉多州总检察院状告锌矿股东赔偿480万美元环境保护费用，5年以后生态系统才有所恢复。

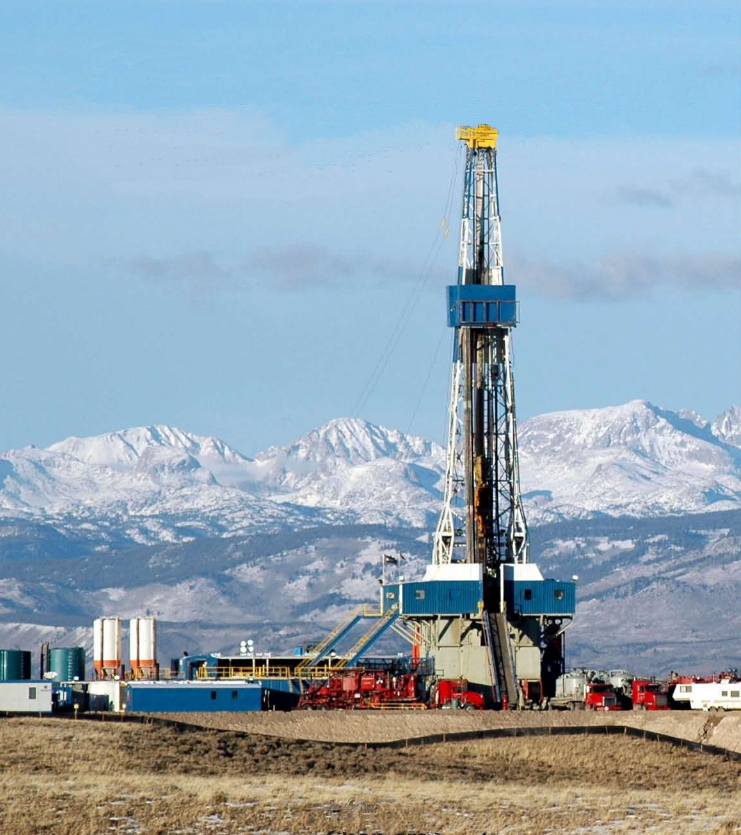
洛磯山脈附近的天然氣鑽井

洛磯山脈有許多富含煤层气的沉积盆地。煤层气是由煤層產生的天然氣，可能因為細菌作用或是因為高溫而產生。煤层气約佔美國天然氣用量的7%。洛磯山脈最主要的煤层气產地是在新墨西哥州及科羅拉多州的聖湖安盆地以及懷俄明州的粉河盆地，預估共蘊藏有380億立方英呎的天然氣。煤层气的提煉可透過將煤床脫水，將水和煤层气分離，或是在煤床中注入水，使煤床破裂，釋放天然氣（稱為水力壓裂）。
农业和林业也是洛矶山区的主要产业，农业包括旱地作物、灌溉农业和畜牧业，牲畜经常在高海拔的夏季牧场和低海拔的冬季牧场之间迁徙。
洛矶山区人口密度不高，平均为每平方公里4人，有几个超过5万人口的城市，但从20世纪50年代到90年代，洛矶山区人口发展很快，蒙大拿州增加了30%，而犹他州和科罗拉多州增加了150%，有的城镇在40年内人口翻了一倍。

## 旅游业

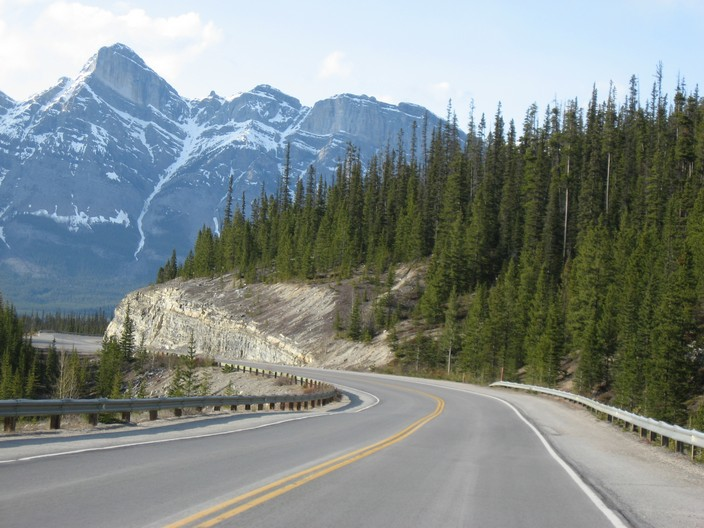
冰原大道

洛矶山区每年吸引成百万來自世界各地的遊客，成為夏季主要旅游景点。

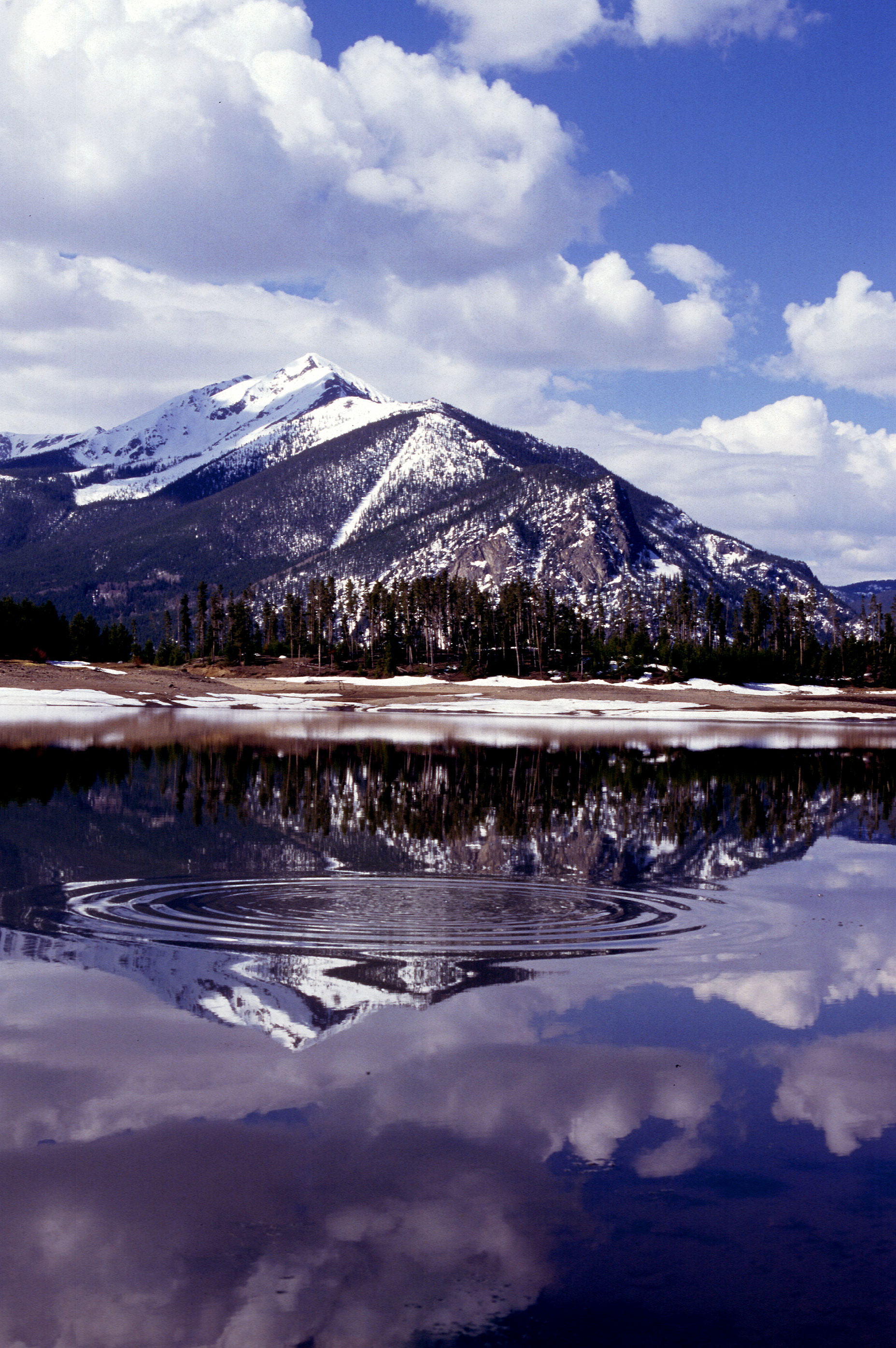
融化的雪水流入科罗拉多的一座水库

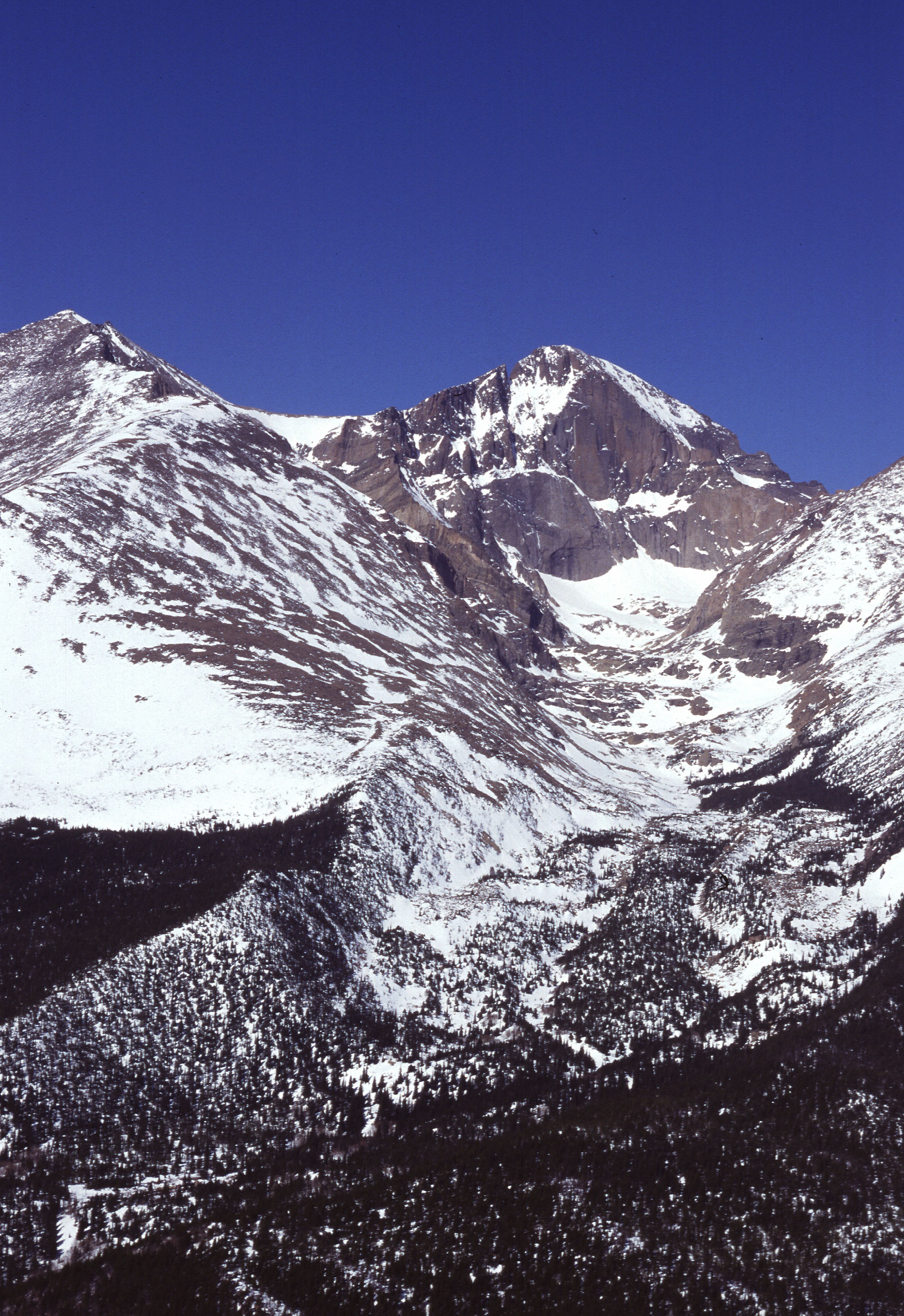
4346米高的隆斯峰积雪

在美國境内的洛磯山脈景點有：
- 派克峰（Pikes Peak）
- Royal Gorge
- 洛矶山国家公园
- 黄石国家公园
- 大提頓國家公園
- 冰河国家公园

在加拿大境内的洛矶山脉景點有：
- 班芙國家公園
- 冰河国家公园
- 賈斯珀國家公園
- 库特尼国家公园
- 勒维斯托克山国家公园
- 沃特頓湖國家公園
- 幽鹤国家公园

冬季洛矶山是滑雪圣地，主要滑雪场有：
- 科罗拉多州：
  - 阿斯潘山滑雪區（英语：Aspen Mountain (ski area)）
  - Vail
  - Keystone（英语：Keystone Resort）
  - 布雷肯里奇（英语：Breckenridge）
- 犹他州：
  - 阿尔塔滑雪区（英语：Alta Ski Area）
  - 雪鳥滑雪村（英语：Snowbird ski resort）
  - 帕克城（2002年冬季奧林匹克運動會舉辦地點）
- 爱达荷州太阳谷（英语：Sun Valley, Idaho）
- 蒙大拿州：
  - 大山滑雪区（英语：Big Mountain Ski Area）
  - 大天空滑雪区（英语：Big Sky Ski Area）
- 亞伯達省：
  - 路易士湖滑雪區（英语：Lake Louise Ski Area）
  - 阳光村（英语：Sunshine Village）
- 不列颠哥伦比亚省：
  - 冰原大道弗尼高山度假村（英语：Fernie Alpine Resort）

## 氣候
洛矶山处于高原气候，年平均气温为6 °C，7月份温度最高，平均为28 °C，1月份平均温度为零下14 °C，年平均降雨量为360 mm。
洛矶山区夏季温暖干燥，冬季寒冷湿润。

## 腳註
1. 周定国 (编). . . 北京: 中国对外翻译出版公司. 2007. ISBN 978-7-500-10753-8. OCLC 885528603. OL 23943703M. NLC 003756704 （中文（中国大陆））.
2. 蒋长瑜. .  第三版·网络版. 中国大百科全书出版社. 2023-03-01  [2024-03-19]. （原始内容存档于2024-03-19） （中文（中国大陆））.
3. ↑  Enright 2009，第12頁.
4. ↑  Madole, Richard F.; Bradley, William C.; Loewenherz, Deborah S.; Ritter, Dale F.; Rutter, Nathaniel W.; Thorn, Colin E. . Graf, William L.  (编). . Decade of North American Geology. Volume 2 Centennial Special. Geological Society of America. 1987-01-01: 211–257  [2021-06-22]. ISBN 9780813754147. doi:10.1130/DNAG-CENT-v2.211.
5. ↑  Cannings, Richard. . Greystone/David Suzuki Foundation. 2007: 5. ISBN 9781553652854.
6. 1 2 3 4  Gadd, Ben.  (PDF). 2008  [2010-01-01]. （原始内容 (PDF)存档于2012-04-20）.
7. ↑  Chronic, Halka. . 1980. ISBN 0-87842-105-X.
8. 1 2  Blakely, Ron. .   [2014-08-28]. （原始内容存档于2010-06-22）.
9. 1 2  English, Joseph M.; Johnston, Stephen T.  (PDF). International Geology Review. 2004, 46 (9): 833 838  [2020-09-13]. doi:10.2747/0020-6814.46.9.833. （原始内容存档 (PDF)于2011-06-07）.
10. ↑   本条目引用的。材料来自United States Geological Survey的文档：.   [2006-12-10].
11. ↑  Pierce, K. L. . Washington, D.C: U.S. Geological Survey. 1979: 190. Professional Paper 729-F.
12. ↑   本条目引用的。材料来自United States Geological Survey的文档：T.J. Stohlgren. .
13. ↑  Brandt, E. . National Wildlife. 1993, 31: 412.
14. ↑  . USGS.   [2014-08-15]. USGS fact sheet 158-02. （原始内容存档于2012-06-28）.

## 外部連結
- 洛磯山脈-美國地理資料
- Blue Planet Biomes 網站關於洛磯山脈資料
- Colorado Rockies Forests ecoregion images at bioimages.vanderbilt.edu （页面存档备份，存于） (slow modem version （页面存档备份，存于）)
- North Central Rockies Forests ecoregion images at bioimages.vanderbilt.edu （页面存档备份，存于） (slow modem version （页面存档备份，存于）)
- South Central Rockies Forests ecoregion images at bioimages.vanderbilt.edu （页面存档备份，存于） (slow modem version （页面存档备份，存于）)
- Sunset on the Top of the Rocky Mountains, CO, Historical Society of Pennsylvania （页面存档备份，存于）